# Whissonsett
Whissonsett är en ort och civil parish  i Storbritannien.   Den ligger i grevskapet Norfolk och riksdelen England, i den sydöstra delen av landet, 150 km norr om huvudstaden London. Whissonsett ligger 66 meter över havet och antalet invånare är 483.
Terrängen runt Whissonsett är platt. Runt Whissonsett är det ganska tätbefolkat, med 96 invånare per kvadratkilometer. Närmaste större samhälle är Fakenham, 6,4 km norr om Whissonsett. Trakten runt Whissonsett består till största delen av jordbruksmark.